# Morti nel 1700
| Questa pagina contiene informazioni ricavate automaticamente dalle voci biografiche con l'ausilio del template Bio e di un bot. L'aggiornamento è periodico e automatico e ricostruisce completamente la pagina. Se manca una persona in questa lista, sei pregato di non aggiungerla, ma accertati piuttosto che la sua voce biografica contenga il template Bio e che i dati anagrafici siano correttamente compilati. Se il template Bio manca, inseriscilo tu stesso o, in alternativa, metti l'avviso {{tmp\|Bio}} che ne segnala la mancanza. Se i dati riportati sono sbagliati, correggi direttamente la voce biografica; le modifiche saranno visibili in questa lista entro pochi giorni. Per chiarimenti vedi il progetto biografie. La lista contiene solo le 80 persone che sono citate nell'enciclopedia e per le quali è stato implementato correttamente il template Bio. Pagina aggiornata al 18 lug 2025. |

## Gennaio(6)
- 7 gennaio - Raffaele Fabretti, storico e archeologo italiano (n. 1620)
- 12 gennaio - Marguerite Bourgeoys, religiosa francese (n. 1620)
- 14 gennaio - Antonio Perez della Lastra, vescovo cattolico spagnolo (n. 1631)
- 16 gennaio - Antonio Draghi, compositore e librettista italiano (n. 1634)
- 21 gennaio - Henry Somerset, I duca di Beaufort, nobile inglese (n. 1629)
- 22 gennaio - Placidus von Droste, abate tedesco (n. 1641)

## Febbraio(5)
- 5 febbraio - Ludovico Marracci, presbitero, traduttore e orientalista italiano (n. 1612)
- 8 febbraio - Filippo Acciaiuoli, poeta e librettista italiano (n. 1637)
- 11 febbraio - Opizio Pallavicini, cardinale italiano (n. 1632)
- 12 febbraio - Aleksej Semënovič Šein, generale russo (n. 1662)
- 23 febbraio - Giuseppe Balzano, compositore maltese (n. 1616)

## Marzo(6)
- 3 marzo - Girolamo Casanate, cardinale italiano (n. 1620)
- 4 marzo - Lorenzo Pasinelli, pittore italiano (n. 1629)
- 12 marzo - Casimiro di Lippe-Brake, conte tedesco (n. 1627)
- 26 marzo - Jean Deslions, teologo francese (n. 1615)
- 26 marzo - Heinrich Meibom, medico tedesco (n. 1638)
- 29 marzo - Giovanni Lorenzo Lulier, compositore e musicista italiano

## Aprile(4)
- 15 aprile - Giovanni Maria Viani, pittore e incisore italiano (n. 1636)
- 16 aprile - Carlo Targa, giurista italiano (n. 1615)
- 23 aprile - Gregory Dexter, politico statunitense (n. 1610)
- 29 aprile - Pieter van Roestraeten, pittore e disegnatore olandese (n. 1630)

## Maggio(7)
- 5 maggio - Angelo Italia, gesuita, urbanista e architetto italiano (n. 1628)
- 12 maggio - John Dryden, poeta, drammaturgo e critico letterario inglese (n. 1631)
- 17 maggio - Elia X, vescovo cristiano orientale siro (n. 1645)
- 17 maggio - Adam Adamandy Kochański, matematico polacco (n. 1631)
- 28 maggio - Jan Six, politico, mecenate e collezionista d'arte olandese (n. 1618)
- 30 maggio - Godfried Maes, pittore fiammingo (n. 1649)
- 31 maggio - Agostino Scilla, pittore, scienziato e paleontologo italiano (n. 1629)

## Giugno(4)
- 1º giugno - Willem ten Rhijne, botanico e medico olandese (n. 1647)
- 6 giugno - Wespazjan Kochowski, storico, filosofo e poeta polacco (n. 1633)
- 13 giugno - Francesco Maidalchini, cardinale italiano (n. 1631)
- 29 giugno - Olov Svebilius, arcivescovo svedese (n. 1624)

## Luglio(3)
- 7 luglio - Silvestro Valier, politico e diplomatico italiano (n. 1630)
- 22 luglio - Alderano Cybo-Malaspina, cardinale italiano (n. 1613)
- 30 luglio - Guglielmo, duca di Gloucester, nobile britannico (n. 1689)

## Agosto(5)
- 22 agosto - Carlos de Sigüenza y Góngora, messicano (n. 1645)
- 25 agosto - Francesco Buonvisi, cardinale e arcivescovo cattolico italiano (n. 1626)
- 27 agosto - Giulio Avellino, pittore italiano (n. 1645)
- 31 agosto - Evaristo Gherardi, attore teatrale italiano (n. 1663)
- 31 agosto - Stephan Kessler, pittore austriaco (n. 1622)

## Settembre(4)
- 7 settembre - William Russell, I duca di Bedford, nobile, militare e politico inglese (n. 1616)
- 15 settembre - André Le Nôtre, architetto del paesaggio francese (n. 1613)
- 27 settembre - Papa Innocenzo XII, papa, vescovo cattolico e cardinale italiano (n. 1615)
- 30 settembre - Lorenzo Trotti, arcivescovo cattolico italiano (n. 1633)

## Ottobre(5)
- 1º ottobre - Antonio Lupis, scrittore italiano (n. 1620)
- 16 ottobre - Adriano, arcivescovo ortodosso russo (n. 1637)
- 23 ottobre - Anna Maria Vittoria di Borbone-Condé, principessa francese (n. 1675)
- 27 ottobre - Armand Jean Le Bouthillier de Rancé, abate francese (n. 1626)
- 29 ottobre - Gian Giacomo Bornini, pittore italiano (n. 1635)

## Novembre(8)
- 1º novembre - Carlo II di Spagna, sovrano spagnolo (n. 1661)
- 3 novembre - Danese Casati, nobile, politico e diplomatico italiano (n. 1628)
- 7 novembre - Pietro Santi Bartoli, pittore, antiquario e incisore italiano (n. 1635)
- 11 novembre - Sofia Angelica di Württemberg-Oels, nobile tedesca (n. 1677)
- 22 novembre - Artus Quellinus il Giovane, scultore fiammingo (n. 1625)
- 25 novembre - Stephanus Van Cortlandt, politico statunitense (n. 1643)
- 27 novembre - Olimpia Ludovisi, nobildonna italiana (n. 1656)
- 30 novembre - Armande Béjart, attrice teatrale francese

## Dicembre(3)
- 11 dicembre - Isabella Maria dal Pozzo, pittrice italiana
- 13 dicembre - Fatma Emetullah Sultan, principessa ottomana
- 29 dicembre - Anna Maria Arduino, nobildonna e pittrice italiana (n. 1672)

## Senza giorno specificato(20)
- Pietro Bellotto, pittore italiano (n. 1625)
- Agostino Bonisoli, pittore italiano (n. 1633)
- Giorgio Bonola, pittore italiano (n. 1657)
- Fabrizio Carini Motta, architetto e pittore italiano
- Caius Gabriel Cibber, scultore danese (n. 1630)
- Martial Desbois, incisore francese (n. 1630)
- Mathurin Desmarestz, pirata francese (n. 1653)
- Marco Galli, matematico italiano (n. 1645)
- Giacomo di Costantinopoli, arcivescovo ortodosso greco
- Edward Howard, drammaturgo inglese (n. 1624)
- Louis Jolliet, esploratore francese (n. 1645)
- Francesco De Marini, arcivescovo cattolico italiano (n. 1630)
- Anna Ippolita di Monaco, principessa monegasca
- Carlo Prati, organaro italiano
- Agostino Saluzzo, doge (n. 1631)
- Shimun XIII Denha, vescovo cristiano orientale siro
- Adriana Spilberg, pittrice olandese (n. 1652)
- Abraham Storck, pittore e incisore olandese (n. 1644)
- Nicolaus Adam Strungk, compositore, violinista e organista tedesco (n. 1640)
- Jean-Baptiste Tuby, scultore francese (n. 1635)